# From Out of Nowhere
A From Out Of Nowhere az ausztráliai Tommy Emmanuel gitáros első nagylemeze, amely 1979-ben jelent meg.

## Számlista
Az összes szám szerzője Tommy Emmanuel. 
| #   | Cím                     | Hossz |
| --- | ----------------------- | ----- |
| 1.  | Limehouse Blues         |       |
| 2.  | Dixie Breakdown         |       |
| 3.  | Orange Mountain Special |       |
| 4.  | Steel Guitar Rag        |       |
| 5.  | Roly Poly               |       |
| 6.  | Out Of Nowhere          |       |
| 7.  | Big Beaver              |       |
| 8.  | String Of Pearls        |       |
| 9.  | Canadian Sunset         |       |
| 10. | Dixie McGuire           |       |

## Külső hivatkozások
- Hivatalos oldal (angolul)